# Allie Bertram
Allie Bertram (Calgary, 23 de junho de 1989) é uma atriz e dançarina canadense. Ficou conhecida pela participação no show de dança canadense So You Think You Can Dance em 2008, no qual ficou em segundo lugar.

## Biografia
Allie Bertram estudou na International School of Ballet no Canadá, onde em 2007 ganhou o Solo Seal Award gewann, e no Boston Ballet . Ela também ganhou a medalha de bronze no Concurso Internacional de Ballet Geneé. Depois de sua performance como dançarina de balé no show de dança So you think you can dance em 2008, ela estrelou a série de televisão Being Erica com 19 anos de idade em 2009. Seguem outras aparições em várias séries de televisão canadenses e americanas. Ela desempenhou o papel principal da sereia Mimmi série de televisão juvenil australiana Mako Mermaids, que foi ao ar em janeiro de 2015.  Além disso, ela teve aparições em vários filmes de televisão.

## Filmografia
| Ano  | Título                            | Papel     |
| ---- | --------------------------------- | --------- |
| 2011 | Sucker Punch - Mundo Surreal      | Dançarina |
| 2012 | The Pregnancy Project (telefilme) | Kimmie    |
| 2012 | Radio Rebel (telefilme)           | Kim       |
| 2012 | In Their Skin                     | Bridget   |
| 2012 | Holiday Spin (telefilme)          | Pia       |
| 2013 | Leap 4 Your Life                  | Hilary    |
| 2015 | Mother of All Lies (telefilme)    | Corinne   |
| 2018 | Secret Millionaire (telefilme)    | Beth      |

| Ano       | Título                            | Papel                  | Nota                                  |
| --------- | --------------------------------- | ---------------------- | ------------------------------------- |
| 2008      | So You Think You Can Dance Canada | Ela Mesma              | Vice-Campã                            |
| 2009      | Being Erica                       | Garota da cabine #4    | 1 episódio: "Battle Royale"           |
| 2010      | Supernatural                      | Garota pássaro de fogo | Episódio: "The Song Remains the Same" |
| 2010      | Smallville                        | Zoe                    | Episódio: "Homecoming"                |
| 2012      | The Haunting Hour: The Series     | The Moon               | Episódio: "Stage Fright"              |
| 2012      | Mr. D                             | Allie                  | Episódio: "The Dance"                 |
| 2012      | Fringe                            | Pixie                  | Episódio: "Black Blotter"             |
| 2013      | Motive                            | Crystal                | Episódio: "Creeping Tom"              |
| 2013-2014 | Psych                             | Helen                  | 2 episódios                           |
| 2015-2016 | Mako Mermaids                     | Mimmi                  | Elenco Principal (Temporada 2 - 4)    |